# Municipio de Liberty (condado de St. Joseph)
El municipio de Liberty (en inglés: Liberty Township) es un municipio ubicado en el condado de St. Joseph en el estado estadounidense de Indiana. En el año 2010 tenía una población de 3839 habitantes y una densidad poblacional de 34,52 personas por km².

## Geografía
El municipio de Liberty se encuentra ubicado en las coordenadas 41°31′25″N 86°24′44″O / 41.52361, -86.41222. Según la Oficina del Censo de los Estados Unidos, el municipio tiene una superficie total de 111.2 km², de la cual 110,08 km² corresponden a tierra firme y (1 %) 1.12 km² es agua.

## Demografía
Según el censo de 2010, había 3839 personas residiendo en el municipio de Liberty. La densidad de población era de 34,52 hab./km². De los 3839 habitantes, el municipio de Liberty estaba compuesto por el 97,08 % blancos, el 0,39 % eran afroamericanos, el 0,39 % eran amerindios, el 0,29 % eran asiáticos, el 0,13 % eran de otras razas y el 1,72 % eran de una mezcla de razas. Del total de la población el 1,95 % eran hispanos o latinos de cualquier raza.